# トランペッター (護衛空母)
|          |                                             |
| 艦歴     |                                             |
| 発注     |                                             |
| 起工     | 1942年8月25日                               |
| 進水     | 1942年12月15日                              |
| 就役     | 1943年8月4日                                |
| 退役     | 1946年6月19日                               |
| 除籍     |                                             |
| その後   | 1971年にスクラップとして廃棄                |
| 性能諸元 |                                             |
| 排水量   | 7,800トン                                   |
| 全長     | 495.66 ft (151 m)                           |
| 全幅     | 69.5 ft (21.2 m)                            |
| 吃水     | 26 ft (7.9 m)                               |
| 機関     | 蒸気タービン1軸推進、8,500shp               |
| 最大速   | 17.5 ノット (32 km/h)                       |
| 航続距離 |                                             |
| 乗員     | 士官、兵員890名                             |
| 兵装     | 5インチ砲2門、連装40mm機銃8基、20mm機銃35基 |
| 搭載機   | 28                                          |

バスティアン (USS Bastian, AVG/ACV/CVE-37) は、アメリカ海軍の護衛空母。ボーグ級航空母艦の1隻。

## 艦歴
バスティアンは海事委任契約の下ワシントン州タコマのシアトル・タコマ造船所で1942年8月25日に起工し、1942年12月15日に進水した。レンドリース法に基づきイギリス海軍に移管され、1943年8月4日にトランペッター (HMS Trumpeter, D09) と改名されオレゴン州ポートランドで就役した。
トランペッターはスエズ運河、ノーフォーク、ニューヨーク経由でイギリスに向かった。イギリス到着後ウェスタンアプローチ管区に配属され、米英間での航空機輸送に従事した。トランペッターは1944年6月4日に本国艦隊に配属され、ヨーロッパでの戦争終結までノルウェーでの作戦に従事した。参加した作戦は機雷敷設やドイツ艦船攻撃などで、1944年8月にはドイツ戦艦ティルピッツ攻撃（グッドウッド作戦）にも参加した。
1945年7月、トランペッターは東洋艦隊に配属された。
トランペッターは1946年4月6日にアメリカに返還され、1946年6月19日に除籍、民間に売却され Alblasserdijk と改名される。その後に Irene Valmas と再び改名され、1971年にスクラップとしてスペインで売却された。